# L'Houmeau
Pour l’article ayant un titre homophone, voir Loumo.
Pour l’article homonyme, voir L'Houmeau (Angoulême).
L'Houmeau est une commune du Sud-Ouest de la France située dans le département de la Charente-Maritime, en région Nouvelle-Aquitaine.
Ses habitants sont appelés les L'Houméens et les L'Houméennes.

## Géographie

### Situation
Faisant partie du nord-ouest de la Charente-Maritime, face à l'île de Ré, L'Houmeau a toujours appartenu à l'ancienne province de l'Aunis dont La Rochelle était la capitale historique.
Sur un plan plus général, L'Houmeau est située dans le Sud-Ouest de la France, au centre de la côte atlantique dont elle est riveraine, faisant partie du « Midi atlantique ».

### Communes limitrophes
|                  | Nieul-sur-Mer |        |
| Océan Atlantique | L'Houmeau     | Lagord |
|                  | La Rochelle   |        |

## Urbanisme

### Typologie
Au 1er janvier 2024, L'Houmeau est catégorisée ceinture urbaine, selon la nouvelle grille communale de densité à 7 niveaux définie par l'Insee en 2022.
Elle appartient à l'unité urbaine de La Rochelle, une agglomération intra-départementale dont elle est une commune de la banlieue,. Par ailleurs la commune fait partie de l'aire d'attraction de La Rochelle, dont elle est une commune de la couronne,. Cette aire, qui regroupe 72 communes, est catégorisée dans les aires de 200 000 à moins de 700 000 habitants,.
La commune, bordée par l'océan Atlantique, est également une commune littorale au sens de la loi du 3 janvier 1986, dite loi littoral. Des dispositions spécifiques d’urbanisme s’y appliquent dès lors afin de préserver les espaces naturels, les sites, les paysages et l’équilibre écologique du littoral, tel le principe d'inconstructibilité, en dehors des espaces urbanisés, sur la bande littorale des 100 mètres, ou plus si le plan local d’urbanisme le prévoit.

### Occupation des sols
L'occupation des sols de la commune, telle qu'elle ressort de la base de données européenne d’occupation biophysique des sols Corine Land Cover (CLC), est marquée par l'importance des territoires agricoles (65,8 % en 2018), en diminution par rapport à 1990 (72,9 %). La répartition détaillée en 2018 est la suivante : 
terres arables (48,1 %), zones urbanisées (26 %), zones agricoles hétérogènes (17,7 %), zones humides côtières (8,2 %). L'évolution de l’occupation des sols de la commune et de ses infrastructures peut être observée sur les différentes représentations cartographiques du territoire : la carte de Cassini (XVIIIe siècle), la carte d'état-major (1820-1866) et les cartes ou photos aériennes de l'IGN pour la période actuelle (1950 à aujourd'hui).

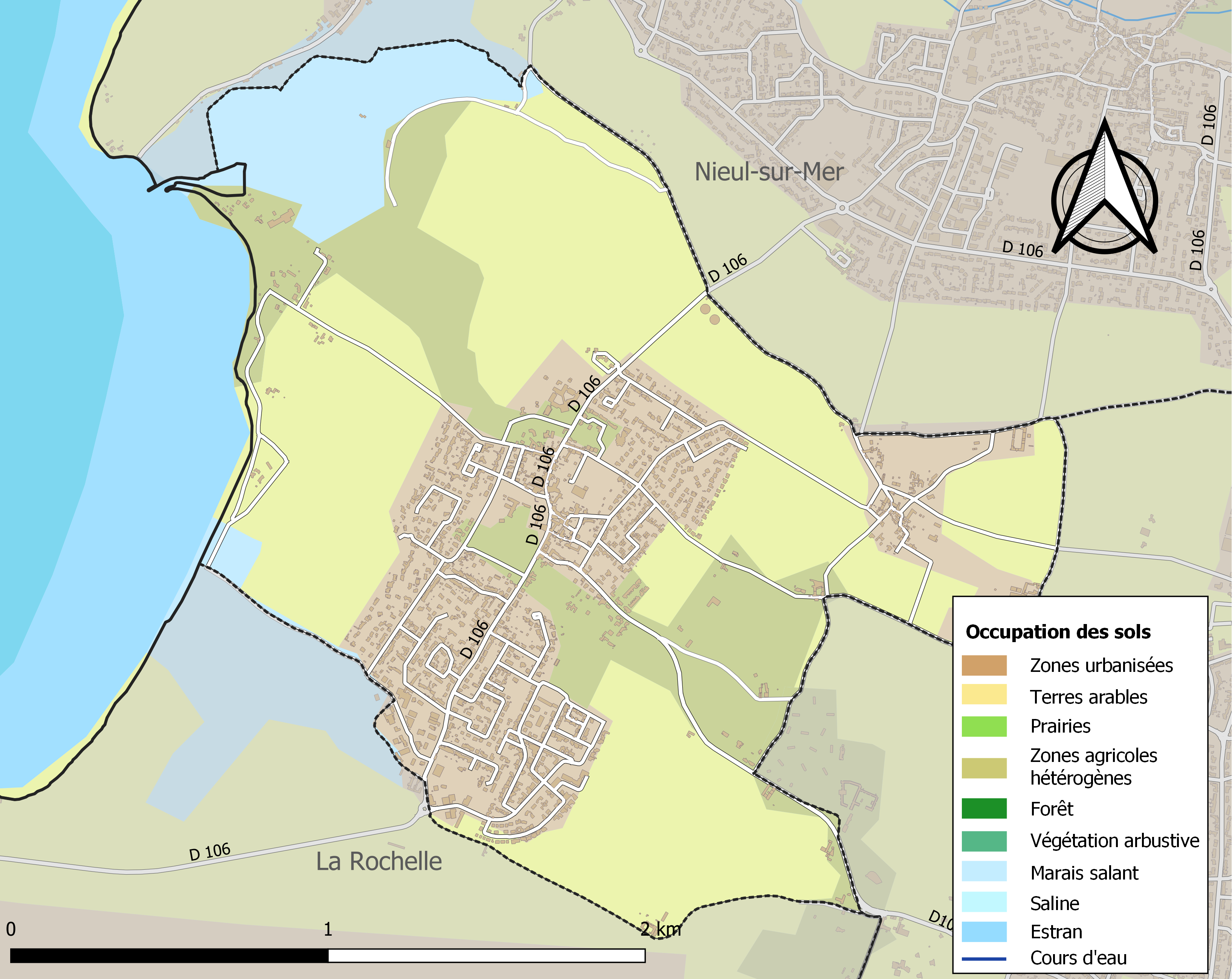
Carte des infrastructures et de l'occupation des sols de la commune en 2018 (CLC).

### Risques majeurs
Le territoire de la commune de l'Houmeau est vulnérable à différents aléas naturels : météorologiques (tempête, orage, neige, grand froid, canicule ou sécheresse), inondations, mouvements de terrains et séisme (sismicité modérée). Il est également exposé à un risque technologique,  le transport de matières dangereuses. Un site publié par le BRGM permet d'évaluer simplement et rapidement les risques d'un bien localisé soit par son adresse soit par le numéro de sa parcelle.

#### Risques naturels
La commune fait partie du territoire à risques importants d'inondation (TRI) de La Rochelle-Île de Ré, regroupant 21 communes concernées par un risque de submersion marine de la zone côtière, un des 21 TRI qui ont été arrêtés fin 2012 sur le bassin Loire-Bretagne et confirmé en 2018 lors du second cycle de la Directive inondation. Les submersions marines les plus marquantes des XXe et XXIe siècles antérieures à 2019 sont celles liées à la tempête du 9 février 1924, à la tempête du 15 février 1957, aux tempêtes Lothar et Martin des 26 et 27 décembre 1999 et à la tempête Xynthia des 27 et 28 février 2010. Cette tempête a eu pour conséquence l’instauration de zones de solidarité, où les parcelles considérées comme trop dangereuses pour y maintenir des maisons pouvaient à terme être expropriées (Loix, La Flotte, Nieul-sur-Mer, La Rochelle,…). Des cartes des surfaces inondables ont été établies pour trois scénarios : fréquent (crue de temps de retour de 10 ans à 30 ans), moyen (temps de retour de 100 ans à 300 ans) et extrême (temps de retour de l'ordre de 1 000 ans, qui met en défaut tout système de protection),. La commune a été reconnue en état de catastrophe naturelle au titre des dommages causés par les inondations et coulées de boue survenues en 1982, 1999, 2001 et 2010,.

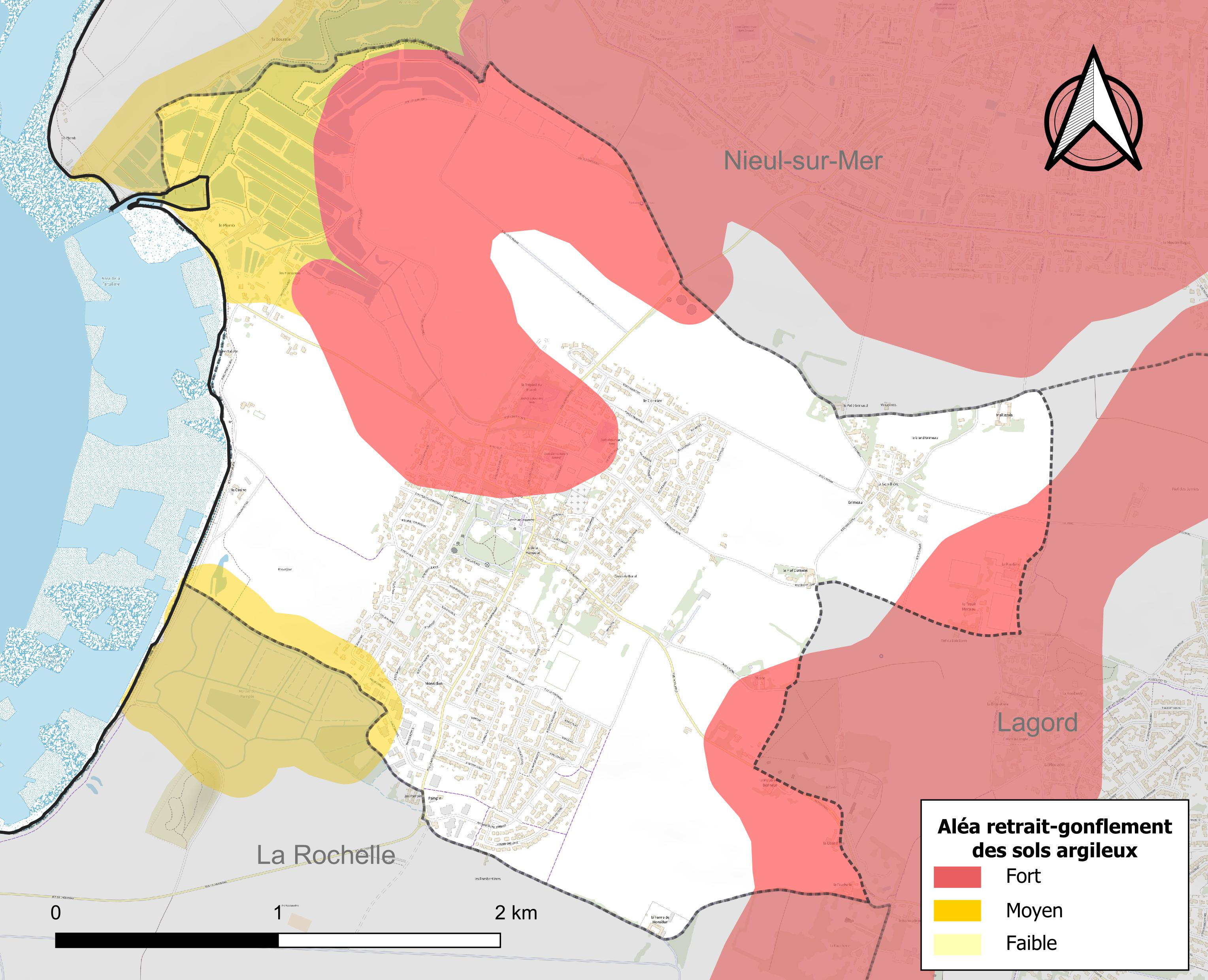
Carte des zones d'aléa retrait-gonflement des sols argileux de l'Houmeau.

Les mouvements de terrains susceptibles de se produire sur la commune sont des affaissements et effondrements liés aux cavités souterraines (hors mines) et des tassements différentiels. Par ailleurs, afin de mieux appréhender le risque d’affaissement de terrain, l'inventaire national des cavités souterraines permet de localiser celles situées sur la commune.
Le retrait-gonflement des sols argileux est susceptible d'engendrer des dommages importants aux bâtiments en cas d’alternance de périodes de sécheresse et de pluie. 39,8 % de la superficie communale est en aléa moyen ou fort (54,2 % au niveau départemental et 48,5 % au niveau national). Sur les 1 279 bâtiments dénombrés sur la commune en 2019,  199 sont en aléa moyen ou fort, soit 16 %, à comparer aux 57 % au niveau départemental et 54 % au niveau national. Une cartographie de l'exposition du territoire national au retrait gonflement des sols argileux est disponible sur le site du BRGM,.
Concernant les mouvements de terrains, la commune a été reconnue en état de catastrophe naturelle au titre des dommages causés par la sécheresse en 1989 et par des mouvements de terrain en 1999 et 2010.

#### Risques technologiques
Le risque de transport de matières dangereuses sur la commune est lié à sa traversée par une ou des infrastructures routières ou ferroviaires importantes ou la présence d'une canalisation de transport d'hydrocarbures. Un accident se produisant sur de telles infrastructures est susceptible d’avoir des effets graves sur les biens, les personnes ou l'environnement, selon la nature du matériau transporté. Des dispositions d’urbanisme peuvent être préconisées en conséquence.

## Toponymie
L'hypothèse la plus vraisemblable sur l'origine du nom serait un dérivé de oulme, l’orme (Ulmus en latin).
En 1741, sur le registre de l'état civil du moment tenu par le clergé, on peut y lire régulièrement L'Hommau, puis en 1745, il est possible de lire Loumeau, puis indifféremment Lommeau ou L'Hommeau ou L'Ommau. Il faut attendre 1789, pour retrouver plus régulièrement et définitivement, l'orthographe actuelle de L'Houmeau.

## Histoire
En 2008, avant l'aménagement d'un lotissement, des fouilles préventives ont permis  de découvrir un important site archéologique sur le territoire de L'Houmeau. Ce site a permis d'étudier l'évolution de l'occupation sans discontinuité de ce territoire de bord de mer durant près de dix siècles. Une aire de foulage, une pièce au sol en mortier de tuileau, deux bassins à cupules et une aire de stockage, qui étaient vraisemblablement destinés à la production de vin ont été mis au jour, ainsi que des espaces d'inhumation antiques et médiévaux dont une sépulture multiple unique et un habitat du haut Moyen Âge.
Les Normands s'installèrent dans l'anse du Plomb, y créant un échouage capable d'abriter leurs drakkars, et à proximité des installations de repos pour les équipages. Vers les années 800, ils occupèrent les coteaux boisés, qui à l'époque, dominaient le port du Plomb.[réf. nécessaire]
Ainsi la région fut probablement une base de départ, une tête de pont, pour leurs expéditions et pillages dans ces riches régions de l'Aunis et aussi de Saintonge.[réf. nécessaire]
Des hameaux existaient au haut Moyen Âge : ils se regroupent en un village unique, créé au Xe siècle, et appelée Lousmeau.[réf. nécessaire]
Le plus ancien document écrit mentionnant le port du Plomb daterait de 972, un certain Minaldi fait don des pêcheries à l'abbaye de Saint-Jean-d'Angély. Au XIIe siècle, le Plomb apparut sur les cartes des navigateurs de l'époque. Indiqué pour la première fois en 1313, par Viscessa, il figura sur les cartes qui succédèrent avec des orthographes variées « Plombo, Plomdo, Plombeau ». Le port du Plomb semble avoir accueilli un trafic important pendant plusieurs siècles notamment avec l’île de Ré. Une ordonnance du 16 juillet 1608 fixe les droits à lever, concernant les poulets, les veaux, les vins, le sel[réf. nécessaire].
Le grand événement fut le 30 octobre 1627, durant le siège de La Rochelle :  « Plus de 3 500 hommes appartenant à des corps prestigieux, ainsi que les mousquetaires du Roy, et les gens d'armerie des maisons du Roy, de la reine, et des princes s'embarquant au son des fifres et des tambours, enseignes déployées ». 800 hommes du régiment des Gardes françaises, avec d'autres troupes royales, sont embarqués au Plomb sous les ordres de Charles de Créquy-Canaples pour porter secours à Jean du Caylar de Saint-Bonnet, marquis de Toiras, assiégé à Saint-Martin-de-Ré par les troupes anglaises.

## Administration

### Liste des maires
| Période                                  | Période  | Identité                     | Étiquette     | Qualité                                     |
| ---------------------------------------- | -------- | ---------------------------- | ------------- | ------------------------------------------- |
| Les données manquantes sont à compléter. |          |                              |               |                                             |
|                                          |          |                              |               |                                             |
| 1871                                     | 1887     | Adrien Delabaude (1828-1887) |               | [ 25 ]                                      |
| 1887                                     |          | Georges Faustin (1844-1899)  |               | Armateur et négociant                       |
|                                          |          |                              |               |                                             |
| 1920                                     | 1935     | Charles Dervau (1860-1945)   | Républicain   | Propriétaire agriculteur                    |
|                                          |          |                              |               |                                             |
| 1947                                     | 1983     | Raymond Jean                 |               |                                             |
| 1983                                     | 2001     | Bernard Bréhant              |               |                                             |
| 2001                                     | 2014     | Daniel Groscolas             | PS            | Inspecteur général de l'Éducation nationale |
| 2014 (réélu en mai 2020)                 | En cours | Jean-Luc Algay               | UDI puis MRSL | Cadre                                       |

## Population et société

### Démographie
L'évolution du nombre d'habitants est connue à travers les recensements de la population effectués dans la commune depuis 1793. Pour les communes de moins de 10 000 habitants, une enquête de recensement portant sur toute la population est réalisée tous les cinq ans, les populations de référence des années intermédiaires étant quant à elles estimées par interpolation ou extrapolation. Pour la commune, le premier recensement exhaustif entrant dans le cadre du nouveau dispositif a été réalisé en 2007.

En 2022, la commune comptait 2 953 habitants, en évolution de +3,91 % par rapport à 2016 (Charente-Maritime : +4,04 %, France hors Mayotte : +2,11 %).
| 1793 | 1800 | 1806 | 1821 | 1831 | 1836 | 1841 | 1846 | 1851 |
| ---- | ---- | ---- | ---- | ---- | ---- | ---- | ---- | ---- |
| 297  | 305  | 312  | 324  | 380  | 417  | 418  | 394  | 384  |

| 1856 | 1861 | 1866 | 1872 | 1876 | 1881 | 1886 | 1891 | 1896 |
| ---- | ---- | ---- | ---- | ---- | ---- | ---- | ---- | ---- |
| 409  | 443  | 405  | 401  | 422  | 469  | 450  | 410  | 369  |

| 1901 | 1906 | 1911 | 1921 | 1926 | 1931 | 1936 | 1946 | 1954 |
| ---- | ---- | ---- | ---- | ---- | ---- | ---- | ---- | ---- |
| 398  | 425  | 431  | 457  | 422  | 413  | 424  | 482  | 577  |

| 1962 | 1968 | 1975  | 1982  | 1990  | 1999  | 2006  | 2007  | 2012  |
| ---- | ---- | ----- | ----- | ----- | ----- | ----- | ----- | ----- |
| 606  | 807  | 1 162 | 1 725 | 2 486 | 2 279 | 2 129 | 2 107 | 2 655 |

| 2017  | 2022  | - | - | - | - | - | - | - |
| ----- | ----- | - | - | - | - | - | - | - |
| 2 853 | 2 953 | - | - | - | - | - | - | - |

## Culture locale et patrimoine

### Lieux et monuments
- L'église Sainte-Anne.
- L'ancien grand séminaire, bâtiment imposant occupé depuis 1983 par le CREMA (Centre de Recherche sur les Ecosystème Marins et Aquacoles), laboratoire mixte du CNRS et d'IFREMER.
- Le parc de l'ancien séminaire.
- La mairie de L'Houmeau, ancien manoir construit en 1751 par Jacques de Méric de Sandrail, sieur de Beauséjour
- Le château de la Faucherie, propriété de la famille d'armateurs Mörch
- Le port du Plomb.
- Le marais de Pampin.
- La fontaine de Grimeau, située entre Lauzières et L'Houmeau existe depuis le XIIIe siècle mais elle a été entièrement refaite au cours du XVIIe siècle. Il est possible de voir juste à côté le début semi-enfoui d'un aqueduc romain.

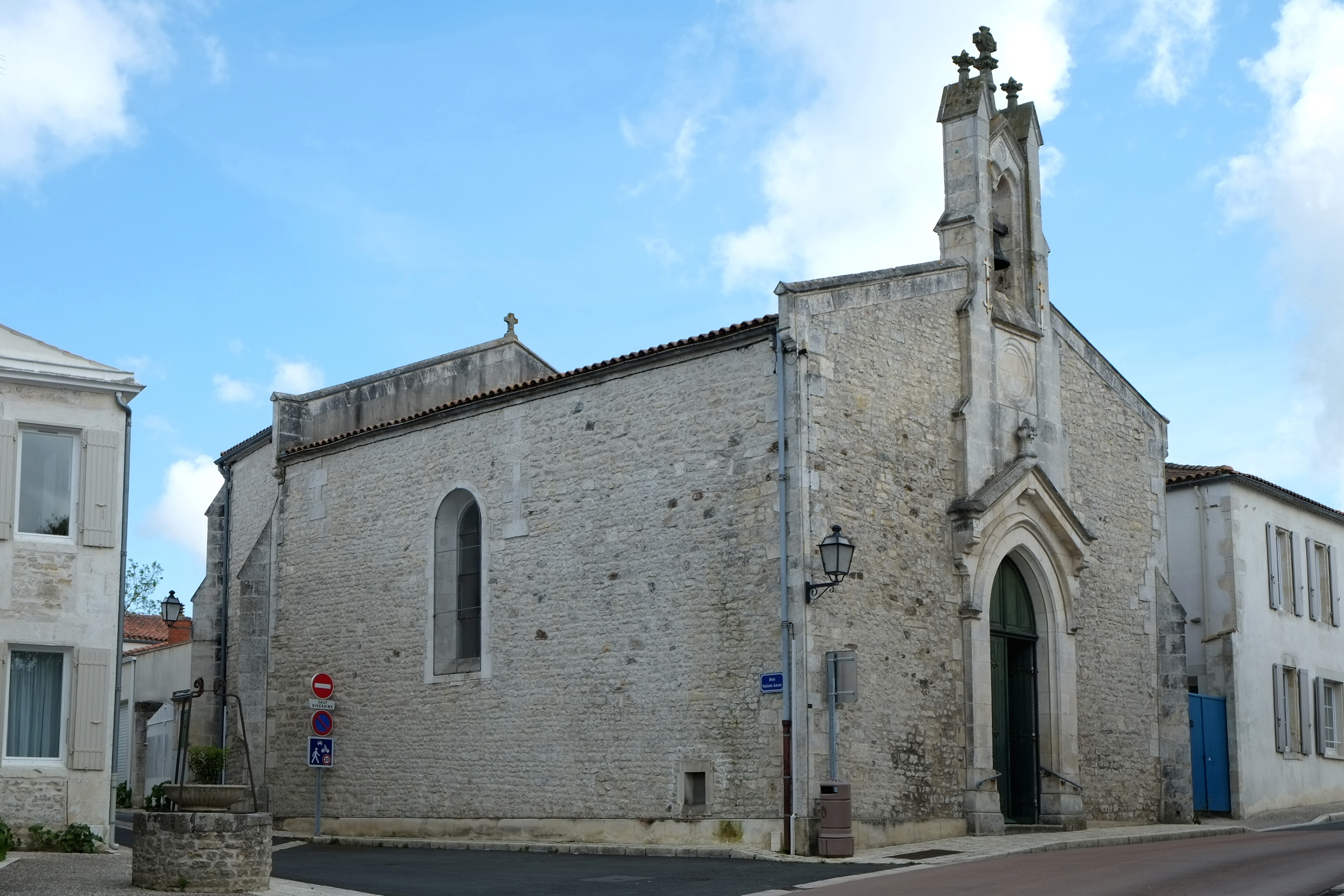
Église Sainte-Anne.
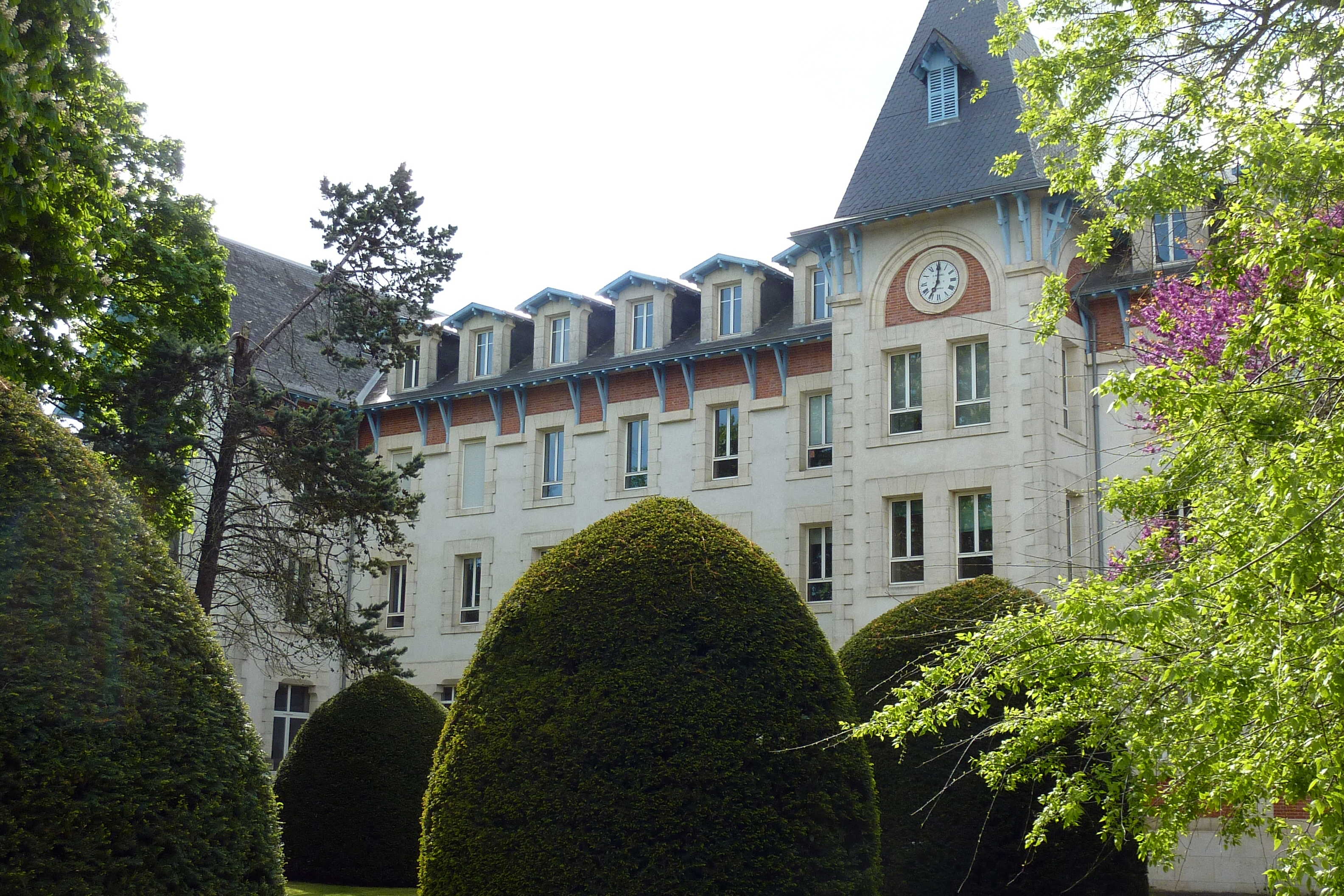
Vue partielle de l'ancien séminaire.
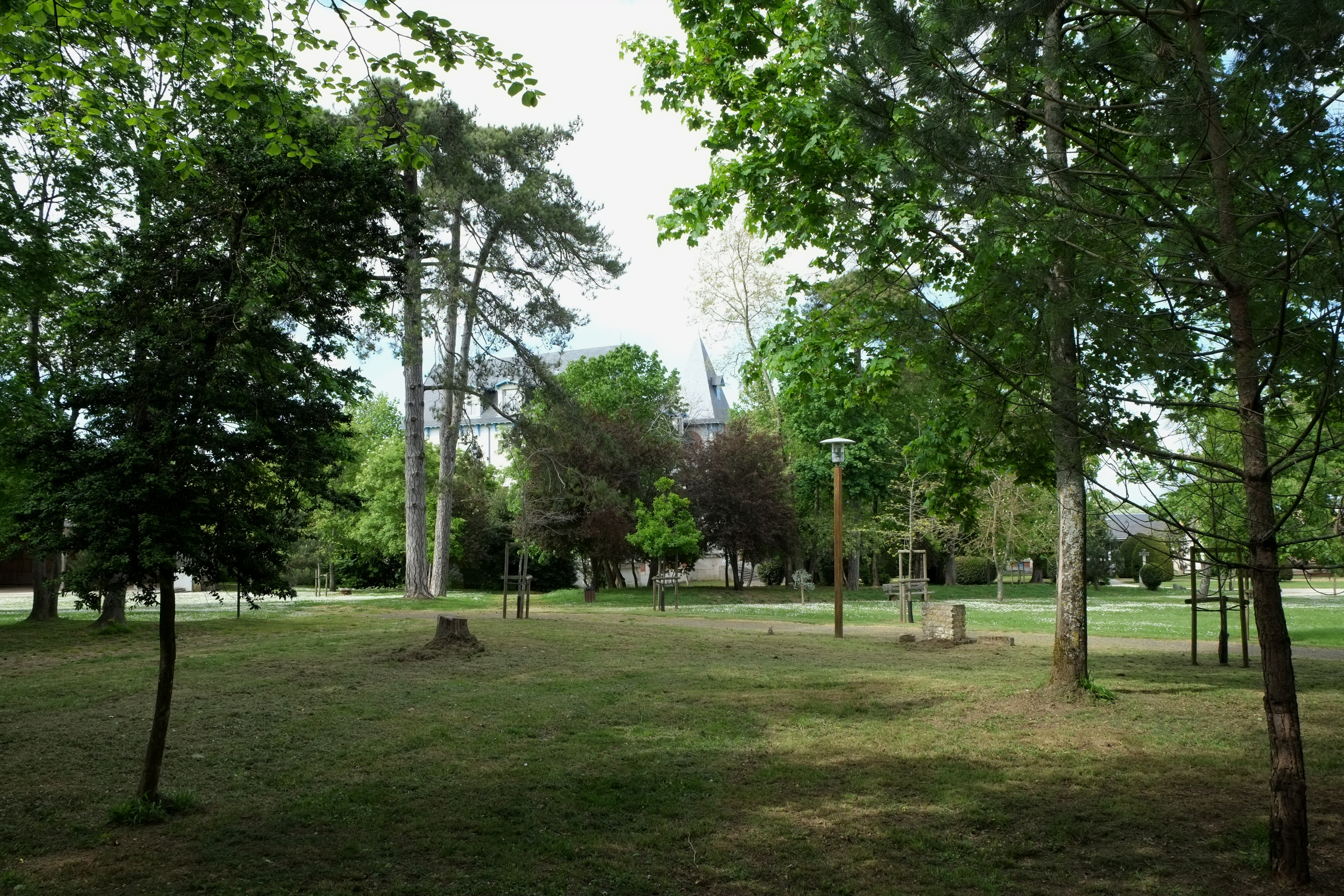
Parc de l'ancien séminaire.
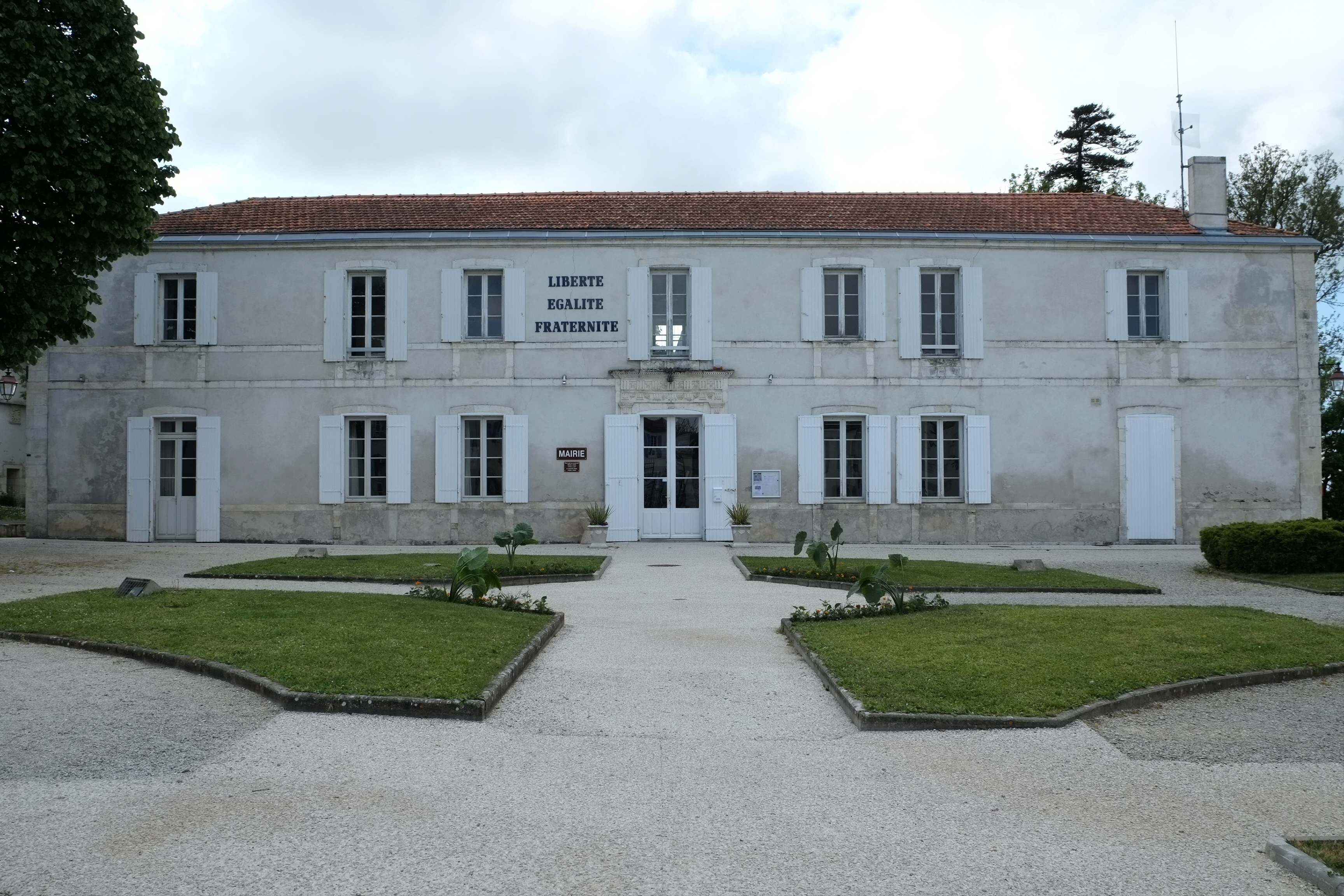
Mairie de L'Houmeau.
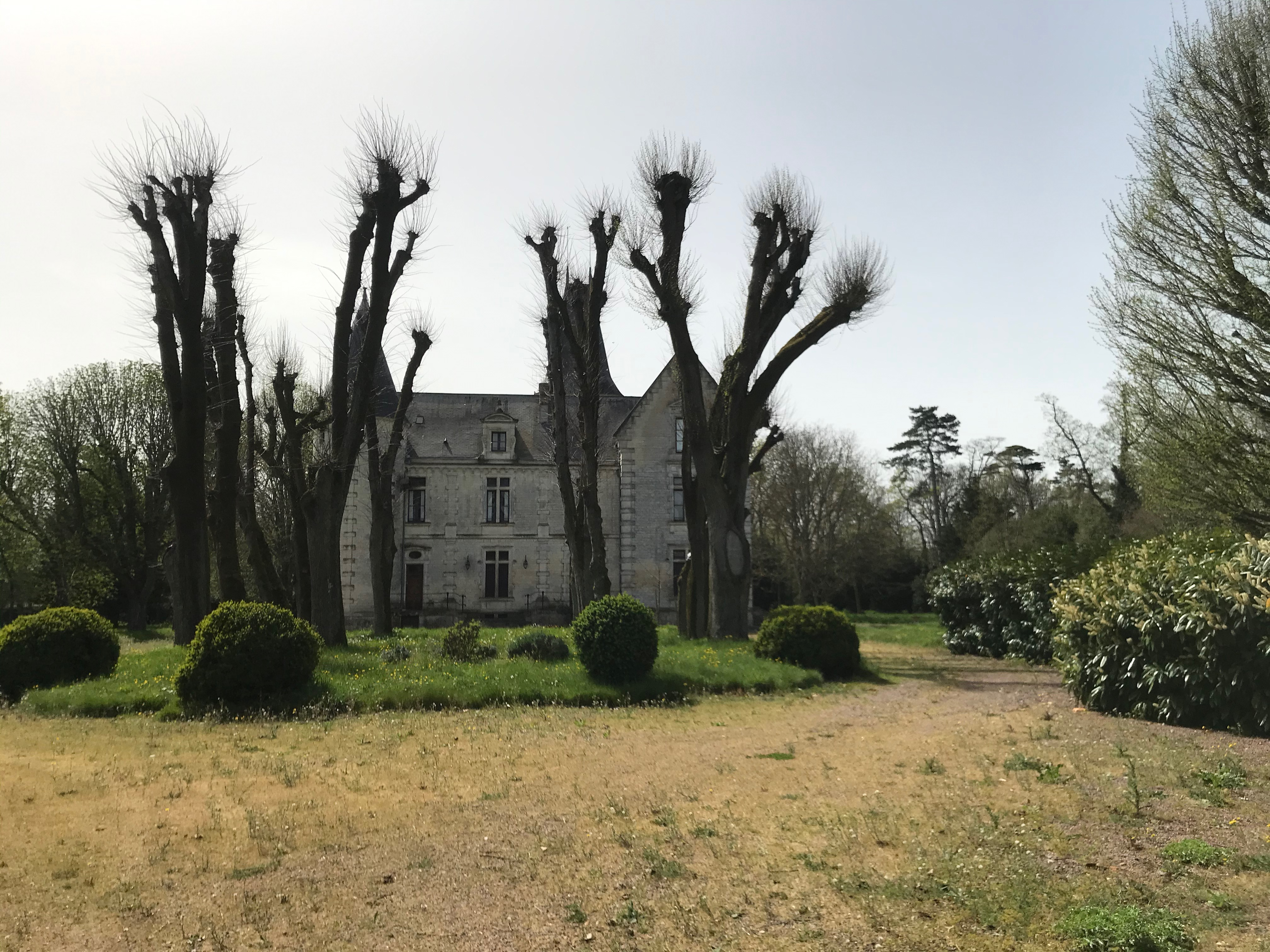
Château de la Faucherie.
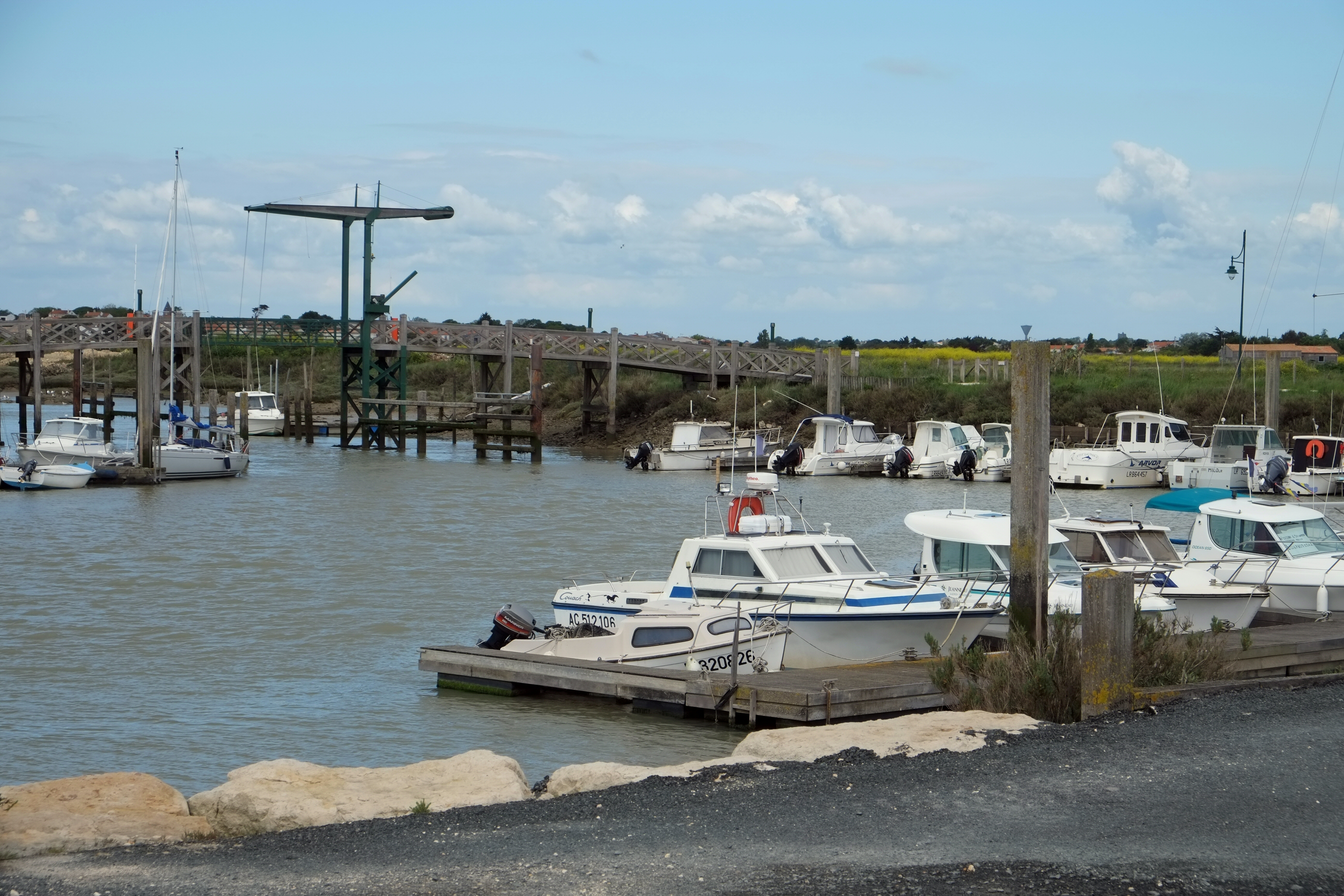
Port du Plomb.
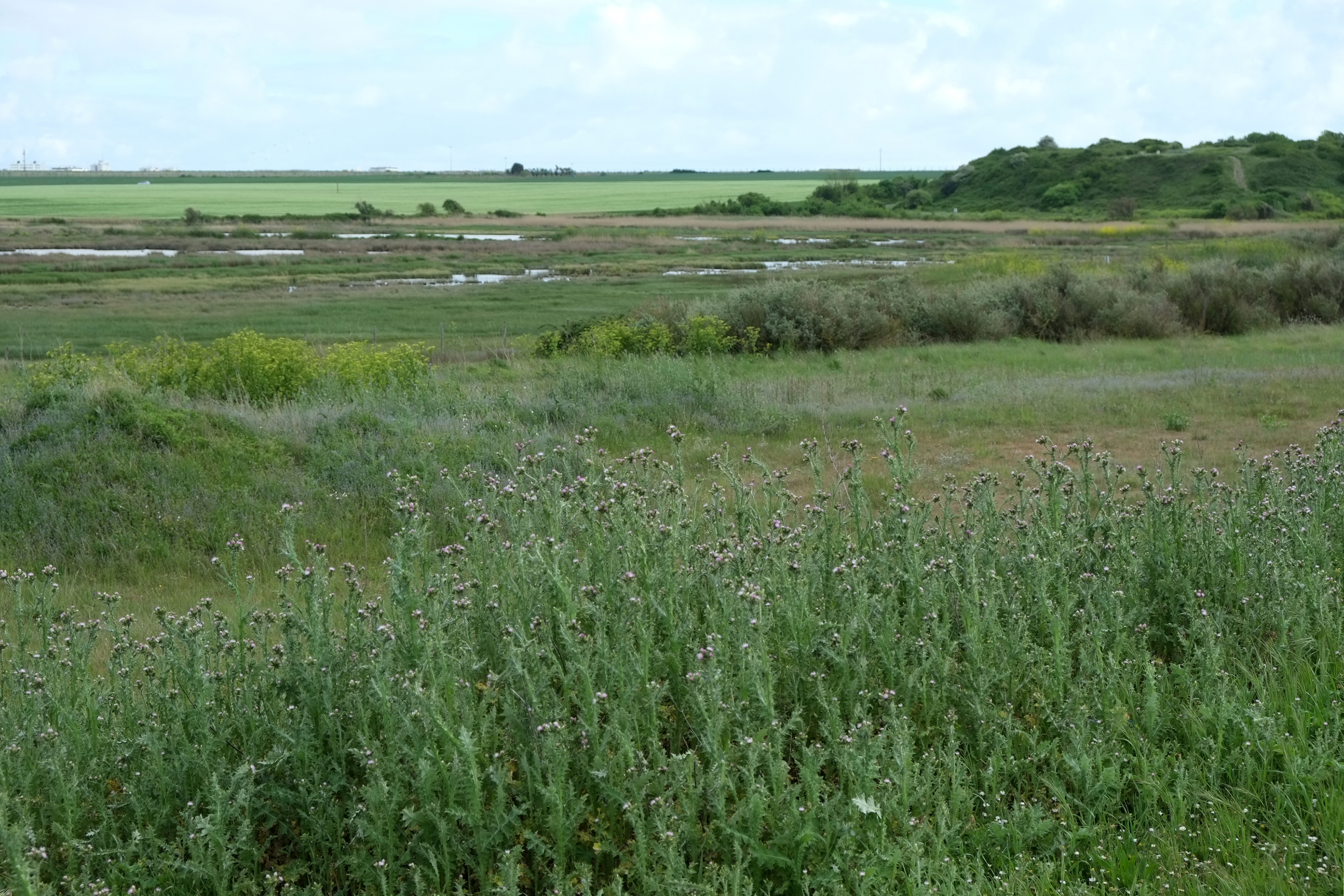
Marais de Pampin.
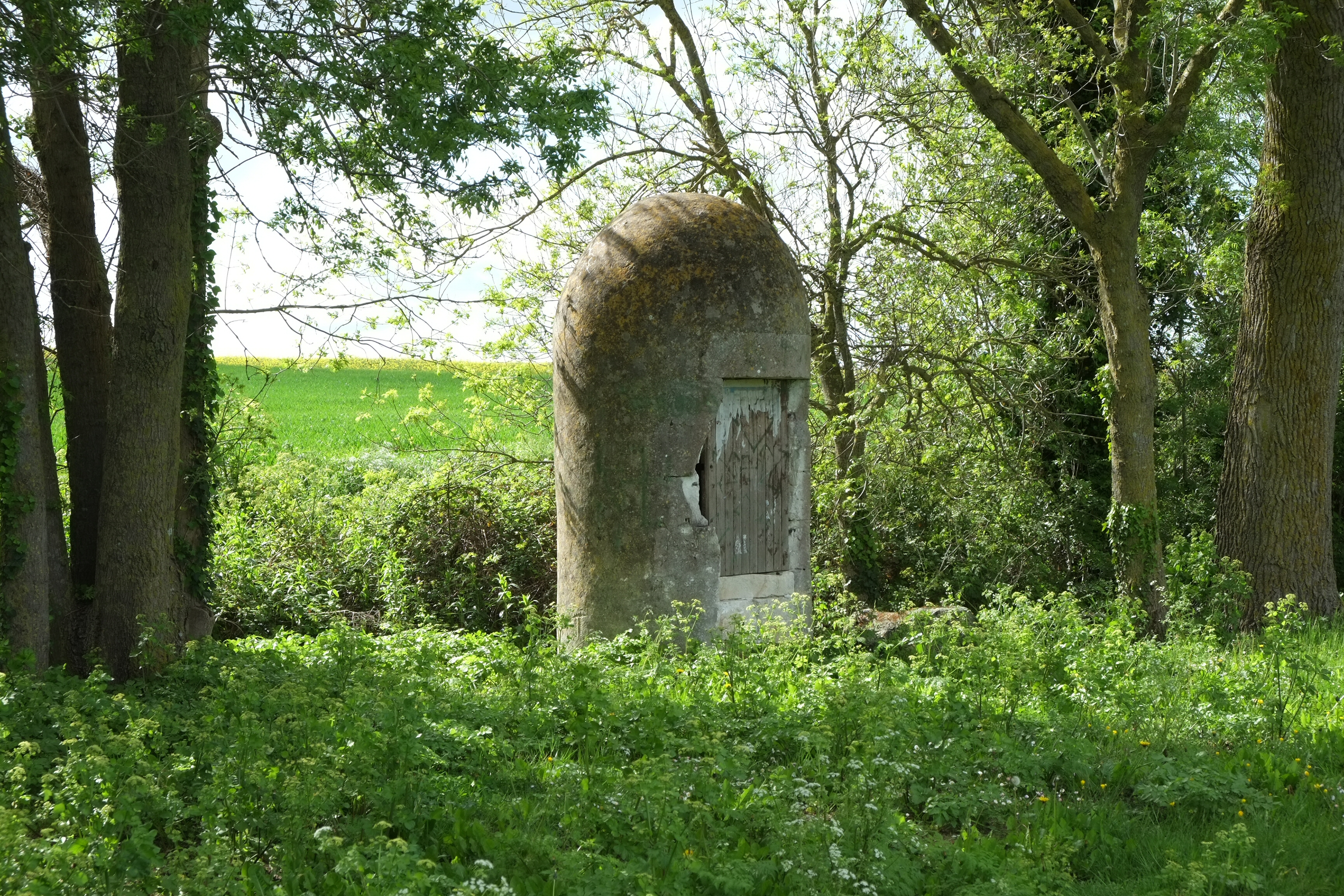
Fontaine de Grimeau.
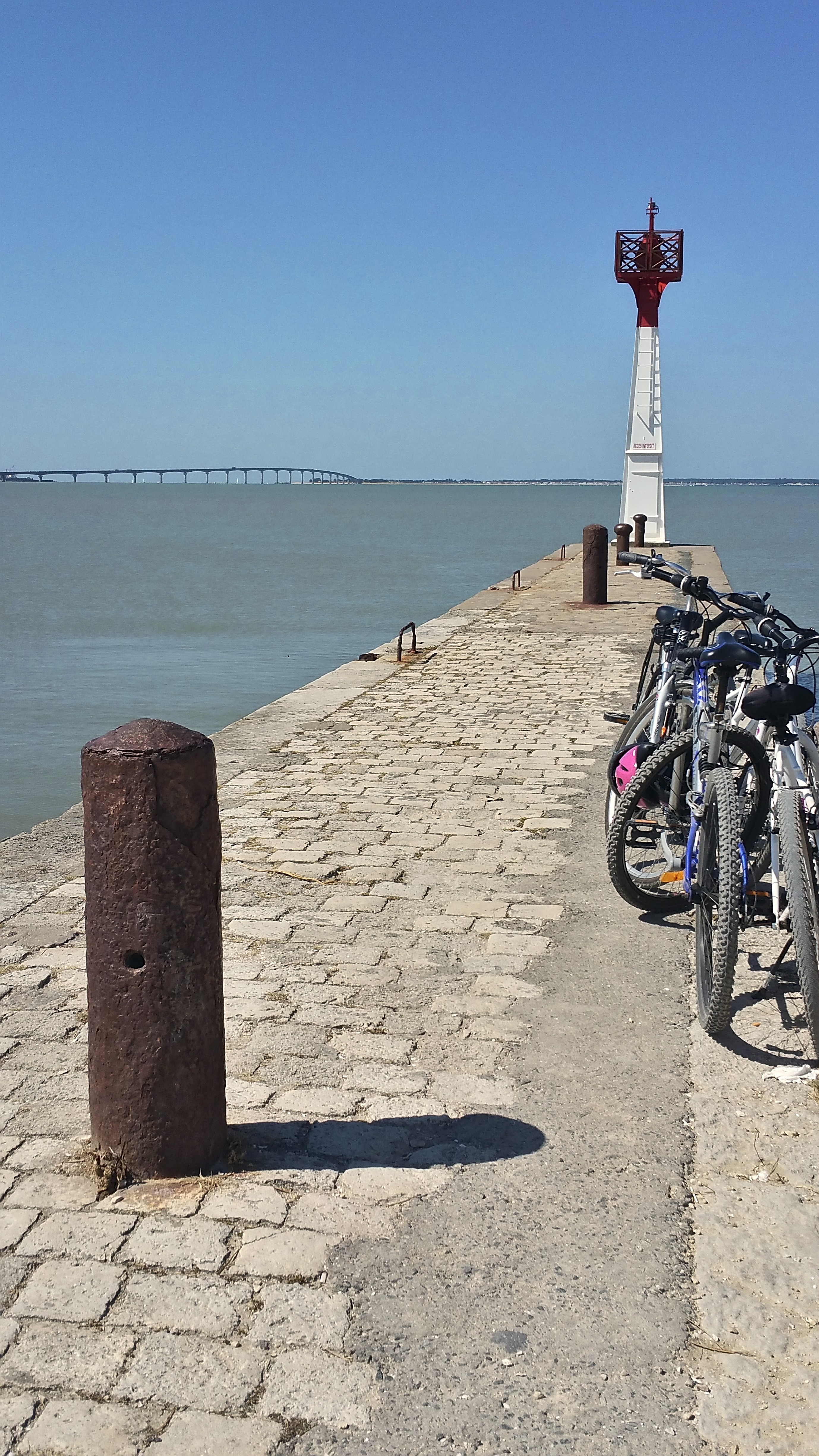
Entrée du port du Plomb.

### Personnalités liées à la commune
- Paul Yvon, seigneur de L'Houmeau et du Plomb, maire de La Rochelle
- Jacques Ricard de Genouillac, seigneur de L'Houmeau et du Plomb
- Philibert Trudaine de Montigny, seigneur de L'Houmeau et du Plomb